# ذي سلاهب (بعدان)

تعديل مصدري - تعديل

ذي سلاهب محلة تابعة لقرية حصن رقب، التابعة لعزلة الحرث بمديرية بعدان إحدى مديريات محافظة إب في الجمهورية اليمنية، بلغ تعداد سكانها 33 حسب تعداد اليمن لعام 2004.